# مجزرة حولا
مجزرة حولا هي مجزرة ارتكبتها القوات الإسرائيلية المسماة الهاجاناه بقيادة مناحيم بيغن يوم 31 تشرين الأول 1948 في بلدة حولا، إحدى القرى اللبنانية من قرى قضاء مرجعيون. وكانت هذه المجزرة انتقاما من أهل البلدة لمشاركتهم مع جيش الإنقاذ العربي الذي كان قد حقق انتصارات عسكرية في تلك الفترة. اودت المجزرة بحياة حوالي 80 مواطنا ودمّرت القرية.

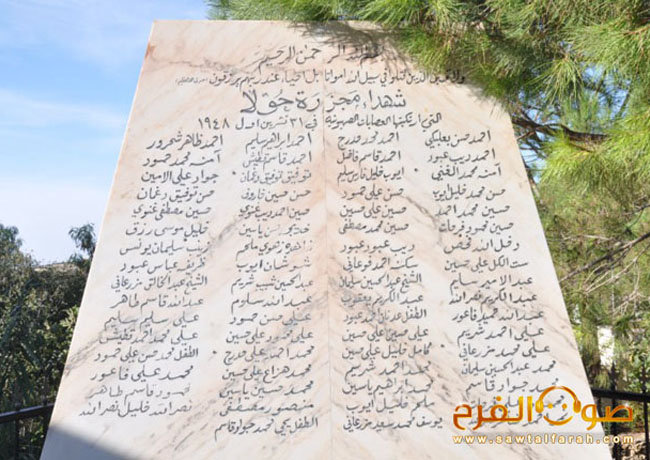
النصب التذكاري لشهداء مجزرة حولا

في كتاب المتاهة اللبنانية يذكر مؤلفه رؤوفين آرليخ انه في ٣١ تشرين الأول سقط ٩٤ شهيدا وفي اليوم التالي قتل الجيش الإسرائيلي ٣٤ شهيدا كانوا معتقلين لديه.

## الخلفية
في 14 أيار 1948 وفي عشية إعلان قيام إسرائيل في فلسطين هاجم مجموعة من قوات «الهاجاناه» الصهيونية بلدة حولا، وقتلت عدة أشخاص من أهلها.
وكانت هذه من أولى الاعتداءات الصهيونية ضد بلدة حولا، وبعدها استمرت حالة الذعر فيها حتى شهر آب من تلك السنة.
في هذه الأثناء تشكل جيش الإنقاذ من مجموعة من الدول العربية لإنقاذ فلسطين من الاغتصاب، ودخل في صراع مباشر مع الجيش الصهيوني. اتخذ جيش الإنقاذ من ”تل الهنبل” في حولا مركزاً له، فقام أهالي القرية بتقديم الدعم اللازم له، وانضم عدد من شباب القرية إليه وحملوا السلاح وخاضوا عدة معارك ضد الصهاينة إلى جانبه.

## احداث المجزرة
بعد أن انتصر جيش الإنقاذ العربي في معركتي القعدة والعباد على الصهاينة لدى محاولتهم احتلال أطرافها قرر الجيش الإسرائيلي الانتقام من أهالي البلدة.
ففي 31 تشرين الأول عام 1948م، عندما انسحب الجيش الإنقاذ فجأة من حولا باتجاه عيترون وتبنين وترك البلدة بلا أية حراسة، هاجمت الصهاينة البلدة من داخل الأراضي اللبنانية، من الجهة الشمالية لحولا، وكانوا متنكرين بزي جيش الإنقاذ ولابسين الكوفية والعقال. وبما أن الأهالي كانوا ينتظرون مجيء قوات جيش الإنقاذ لتحل محل القوات المنسحبة ظنوا أن الجيش القادم هو جيش عربي فبدؤوا يرحبون بهم، الأمر الذي ساعد الصهاينة على شن أكبر حملة اعتقالات في صفوف المرحبين من شباب وشيوخ وأطفال ونساء.
وقع في الأسر مجموعة من الشبان والرجال والنساء والأطفال. أجمعتهم القوات داخل ثلاثة من بيوت القرية ثم أعدمت الرجال والمسنين بإطلاق النار عليهم وهم يواجهون الحائط وايديهم مرفوعة فوق رؤوسهم، ثم نسفت المنازل فوق رؤوسهم.
ان عدد القتلى في المجزرة غير واضح، تتراوح التقديرات بين 70 و 90 شخص.
يقول إيلان بابيه، المؤّرخ الإسرائيلي: «فقد أعدمت القوّات اليهوديّة أكثر مِن 80 قرويّاً في حولا وحدها».
تسببت المجزرة بنزوح معظم الأهالي باتجاه بيروت حيث أقامت لهم الدولة بيوتاً من صفيح في مخيم ضبية. وبعد فترة نحو ستة أشهر، بعد توقيع اتفاق الهدنة بين لبنان وإسرائيل، عادوا إلى حولا، وذلك في أوائل أيار من عام 1949.

## طالع ايضاً
- قائمة المذابح التي نفذت خلال فترة حرب 1948
- مجزرة قانا
- مجزرة قانا 2006